# Konrad Schulz (Politiker)
Konrad Schulz (* 27. Februar 1827; † nach 1876) war ein deutscher Kaufmann und Mitglied des Preußischen Abgeordnetenhauses.

## Leben
Nach dem Studium des Bergbau- und Hüttenwesens betätigte sich Konrad Schulz in Wetzlar als Kaufmann.
Er engagierte sich in der Politik, wurde Mitglied der Deutschen Fortschrittspartei, die am 6. Juni 1861 von liberalen Abgeordneten im Preußischen Abgeordnetenhaus als erste Partei mit einem Parteiprogramm gegründet worden war. 1873 erhielt er für den Wahlkreis Wiesbaden 11 (Biedenkopf) ein Mandat für das Preußische Abgeordnetenhaus, dem er bis 1876 angehörte.